# Liste der britischen Botschafter in Osttimor

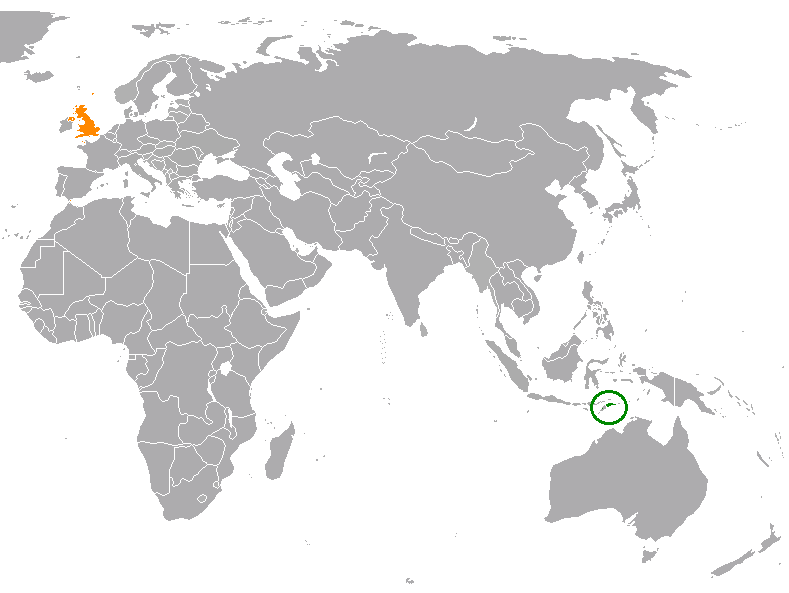
Osttimor und das Vereinigte Königreich

Diese Liste führt die britischen Botschafter in Osttimor auf.

## Hintergrund
Vor dem Zweiten Weltkrieg vertrat ein Honorarkonsul Großbritannien und Australien in Portugiesisch-Timor. David Ross, der bereits seit April 1941 als Fluglinienvertreter für Qantas in Dili lebte wurde am 10. Dezember 1941 offiziell als Konsul von der Regierung Portugals angenommen. Es war die britische Reaktion auf die Entsendung eines Konsuls aus Japan nach Dili.
Mit der Unabhängigkeit Osttimors 2002 wurde das Büro des Vereinigten Königreichs in Dilis Stadtteil Pantai Kelapa in eine offizielle Botschaft umgewandelt. Im Zuge von Einsparmaßnahmen wurde sie aber, wie auch andere diplomatische Vertretungen weltweit, im Juli 2006 geschlossen. 2007 gab Tina Redshaw, die letzte britische Botschafterin in Dili, die Verantwortung an ihren Amtskollegen im indonesischen Jakarta ab.

## Liste der australischen Konsule

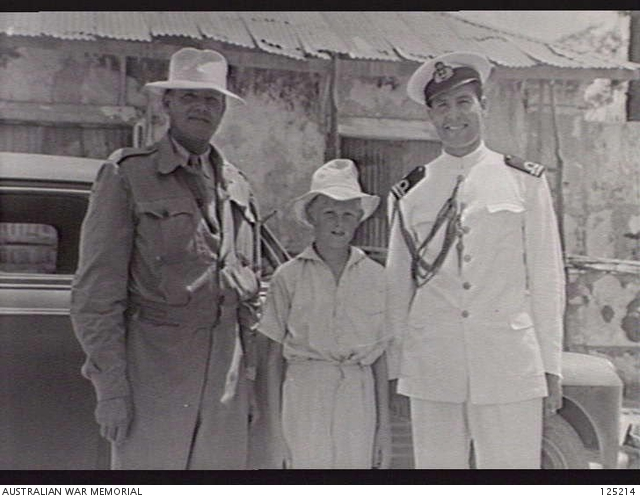
Konsul Charles Eaton mit seinem Sohn bei seiner Ankunft in Dili 1946 mit Gouverneur Óscar Freire de Vasconcelos Ruas

| Name                   | Amtszeit                                    | Bemerkungen |
| ---------------------- | ------------------------------------------- | ----------- |
| David Ross             | 10. Dezember 1941 – 1942 (Einmarsch Japans) |             |
| Charles Eaton          | 1. Januar 1946–18. Oktober 1947             | [ 6 ]       |
| Henry Douglas White    | 18. Oktober 1947–24. Juni 1950              | [ 6 ]       |
| N. Elliot              | 7. Januar 1951–26. Februar 1952             | Vize-Konsul |
| Francis Whittaker      | 4. November 1953–27. November 1959          | [ 6 ]       |
| W.A. Luscombe          | 27. November 1959–24. Januar 1962           | [ 6 ]       |
| James Dunn             | 24. Januar 1962–12. August 1964             | [ 6 ]       |
| D.W. Milton            | 12. August 1964–16. Dezember 1965           | amtsführend |
| John Colquhoun-Denvers | 16. Dezember 1965–27. November 196          | [ 6 ]       |
| Max Berman             | 27. November 1968–20. Januar 1970           | [ 6 ]       |
| G.W. Shannon           | 20. Januar 1970–14. Januar 1971             | [ 6 ]       |
| D.W. Milton            | 14. Januar 1971–31. August 1971             | [ 6 ]       |

## Liste der Botschafter

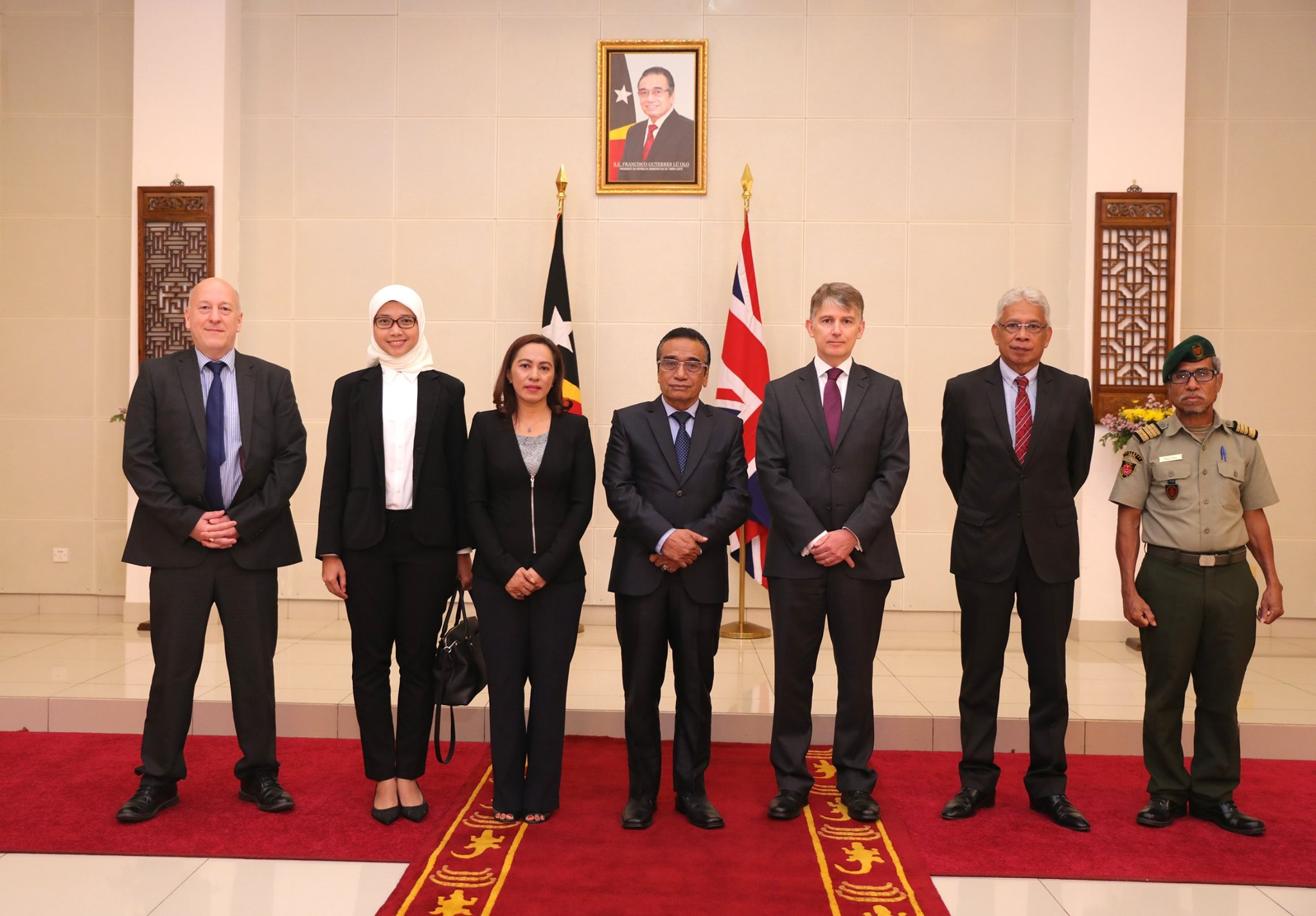
Übergabe der Akkreditierung von Owen John Jenkins an Präsident Francisco Guterres

| Foto                   | Name                        | Amtszeit               | Anmerkungen |                        |
| Vereinigtes Königreich | Vereinigtes Königreich      | Vereinigtes Königreich | Vereinigtes Königreich | Vereinigtes Königreich |
| ---------------------- | --------------------------- | ---------------------- | --- | ---------------------- |
|                        | Hamish Daniel               | 2002–2003              | Botschafter in Dili |                        |
| Tina Redshaw           | Tina Redshaw                | 2003–2007              | Botschafterin in Dili Ernennung: 23. Mai 2003 Dienstantritt: Dezember 2003 Schließung der Botschaft in Dili: Juli 2006 Dienstende: 2007 |                        |
|                        | Charles Humfrey             | 2007–2008              | seit 2004 Botschafter in Jakarta |                        |
|                        | Martin Hatfull              | 2008–2011              | |                        |
|                        | Mark Canning                | 2011–2014              | |                        |
| Moazzam Malik          | Moazzam Malik               | 2014–2019              | Akkreditierung: 17. Februar 2015 |                        |
| Owen John Jenkins      | Owen John Jenkins           | 2019–2023              | Akkreditierung: 16. Juli 2019 |                        |
|                        | Dominic James Robert Jermey | seit 2023              | Akkreditierung: 25. August 2023 |                        |